# Rafael Folch Andreu
Rafael Folch Andreu (Montblanch, Cuenca de Barberá 1881 - Madrid 1960 ) fue un farmacéutico español. 

## Biografía
Nacido en una casa humilde de la calle mayor de Montblanch, fue a estudiar a Madrid . En 1915 obtuvo la primera cátedra de Historia de la Farmacia de España y, gracias a una gran colección personal de objetos antiguos de farmacia, intentó crear un museo de la farmacia.
En 1923 fue nombrado Secretario de la Facultad de Farmacia. Durante las obras de construcción de la nueva ciudad universitaria de Madrid  propuso la iinstalación de un museo de Farmacognosia, Ciencias Naturales e Historia. En 1935 fue elegido académica de la Real Academia Nacional de Medicina .  
Tras la guerra, puso todas sus energías en la reconstrucción de la ciudad universitaria de Madrid y en las obras de la nueva escuela pública de su pueblo natal, Montblanch .
En 1942 ingresó en la Facultad su hijo Guillermo Folch Jou (también catedrático de Historia de la Farmacia), que logró inaugurar el museo de la Farmacia Hispana en 1951 coincidiendo con la jubilación del Dr. Rafael Folch y encargándose la dirección del museo a Guillermo Folch.
El museo cuente con más de 1200 piezas de cerámica castellana del XIII, cerámica francesa, italiana, holandés y persa, y botes y copas del XIX .
El Ayuntamiento de Montblanch otorgó su nombre a la avenida en la que está situado el colegio público que él ayudó a convertir en realidad. También se instaló una placa en la fachada de la casa donde nació.

## Estudios farmacológicos
Sus estudios fueron pioneros y han servido de guía para muchos investigadores españoles del XX. Cabe destacar:
- Estudios sobre la ciencia española del siglo XVII ( 1927 )
- La Química ( 1935 ), ensayo del dr. Folch
- La Química en España durante el Siglo XVII ( 1935 )

Algunas publicaciones basadas en sus estudios son:
- Medicamento, historia y sociedad : estudios en memoria del profesor D. Rafael Folch Andreu ( 1982 )
- Los hijos de Hermes de la colección Biblioteca Rafael y Guillermo Folch ( 2001 )
- Rafael Folch Andreu, el Profesor y Don Rafael Folch, Secretario de la Facultad de Farmacia de Madrid de la colección Medicamento, Historia y Sociedad ( 1982 )
- Bibliografía y Documentos Relacionados con el Profesor Rafael Folch Andrés de la colección Catálogo de la Exposición Homenaje al Prof. Rafael Folch ( 1982 )